# Стојан Д. Вујичић
Стојан Д. Вујичић (мађ. Vujicsics D. Sztoján; Помаз, 15. мај 1933 — Рим, 11. фебруар 2002) био је српски књижевник и посредник између српске, односно југословенске, и мађарске културе. Носилац ордена „Српски витез”. Био је један од водећих личности и најугледнијих српских књижевника у Мађарској.

## Биографија
Стојан Д. Вујичић рођен је у свештеничкој породици у Помазу, месту између Сентандреје и Будимпеште. Отац Душан Вујичић био је пореклом из старе српске учитељске породице у Сечују (мађ. Dunaszekcső) у Барањи. Мајка Невенка Будимлић је била родом из Сантова. Брат Тихомир Вујичић био је познати композитор и етномузиколог у Будимпешти, који је трагично настрадао током авионске несреће изнад Дамаска 1975. године.
Стојан Вујичић је био ожењен са Маријетом. За свој будући надгробни споменик изабрао је као епитаф, стих пријатеља Јована Христића: Били смо негде на ничијој земљи, ни ми сами, ни неко други. Умро је 2002. године у Риму.
Стојан Д. Вујичић је дипломирао Славистику у Будимпешти. Године 1956, био је члан антикомунистичког Петефијевог круга.
Вишедеценијским стручним радом прикупио је предмете од непроцењиве вредности од којих је касније настала збирка Српског православног црквеног музеја у Сентандреји. Музеј је поводом 300. годишњице Велике сеобе Срба отворио председник Мађарске Арпад Генц. Први управник црквено-научне збирке био је Стојан Д. Вујичић.
Први пут је био у Југославији (Србији) у лето 1956. године. Потражио је најпре "пречанина" Вељка Петровића у Београду, са којим се спријатељио. Од тада му се круг сарадника, познаника и пријатеља непрестано ширио. У "песничке воде" ушао је захваљујући дружењу са песником Васком Попом. Прве Вујичићеве стихове објавио је београдски књижевни часопис "Књижевност" 1969. године. Три године доцније београдски издавач "Нолит", је издао његову збирку "Расточење".
Целога свога животног века Стојан Вујичић је радио на успостављању и изучавању културно-истијских и књижевних веза српске, односно југословенских култура и мађарске културе. Написао је многе студије о српским и мађарским књижевницима: Михаилу Витковићу (мађ. Vitkovics Mihály), о Вуку Караџићу и Јожефу Секачу, о Јакову Игњатовићу, Теодору Павловићу, Вељку Петровићу, Тодору Манојловићу, о Ендре Адију (мађ. Ady Endre), Балинту Балашију (мађ. Balassi Bálint), Деже Костолањију (мађ. Kosztolányi Dezső), Миклошу Раднотију (мађ. Radnóti Miklós). Познати су његови чланци о Петру Добровићу и Ивану Мештровићу.
Био је одушевљен сликарством Марка Шагала.
Био је оснивач Задужбине Јакова Игњатовића у Будимпешти. Покренуо је лист "Невен" као периодични културни додатак "Народних новина", недељника у Будимпешти. Био је уредник пештанског часописа Европаи уташ (мађ. Európai Utas)
Стојан Д. Вујичић био је сарадник Института за науку о књижевности Мађарске академије наука. Био је члан Српске академије наука и уметности, доживотни члан Матице српске, члан Савеза писаца Мађарске и Удружења књижевника Србије. Био је потпредседник мађарског ПЕН-клуба. Стојан Д. Вујичић је био почасни професор Универзитета у Новом Саду. У свом дому у пештанској улици Ваци, поседовао је обимну преписку са југословенским књижевницима, попут Мирослава Крлеже, Исидоре Секулић, Иве Андрића, Милоша Црњанског, Вељка Петровића, Милана Кашанина и других.

## Књиге
- Расточење (Београд, 1973 и Будимпешта, 1993) - песме
- Јожеф Секач - Вук Стефановић Караџић: Српске народне песме (Нови Сад, 1986) - двојезично издање
- Срби у Будиму и Пешти (Будимпешта, 1997) - културна историја
- Elillant évek szőlőhegyén (Будимпешта, 1997) - есеји, студије
- Dubrovnik; 1978, Будимпешта (mađ)
- Mai jugoszláv elbeszélők, 1960, Будимпешта (mađ)
- A pesti szerb templom, 1961, Будимпешта (mađ)
- Szentendre, 1981, Corvina, Будимпешта (mađ).  978-963-13-1246-1.

## Награде
- Награда Атила Јожеф за поезију (Будимпешта)
- Књижевна награда Задужбине Јакова Игњатовића (Будимпешта)
- Српски витез (Нови Сад)
- Средњи крст Републике Мађарске (Будимпешта) за Црквено-уметничку збирку у Сентандреји